# Tienhoven aan de Lek
Tienhoven (51° 58′ N, 4° 56′ L) é uma cidade dos Países Baixos, na província de Utrecht. Tienhoven (Utrecht) pertence ao município de Vijfheerenlanden, e está situada a 10 km southwest of IJsselstein.
A área de Tienhoven, que também inclui as partes periféricas da cidade, bem como a zona rural circundante, tem uma população estimada em 230 habitantes.